# Richard Garcia
Richard Garcia, född 4 september 1981 i Perth, Australien, är en australisk fotbollsspelare som sedan 2014 spelar för den australiska klubben Perth Glory FC och Australiens landslag.